# Chaolian
Chaolian (kinesiska: 潮连)  är ett stadsdelsdistrikt i sydöstra Kina. Det ligger i stadsdistriktet Pengjiang i staden Jiangmen i provinsen Guangdong, omkring 58 kilometer söder om provinshuvudstaden Guangzhou. Antalet invånare är 29 395. Befolkningen består av 13 994 kvinnor och 15 401 män. Barn under 15 år utgör 10,0 %, vuxna 15-64 år 84 %, och äldre över 65 år 5,0 %.